# José María Buljubasich
José María Buljubasich (ur. 12 maja 1971 w Firmat) - były argentyński piłkarz występujący na pozycji bramkarza.
Buljubasich jest rekordzistą rozgrywek chilijskiej pierwszej ligi pod względem bronienia bez puszczonej bramki. Jego rekord to 1352 minuty bez straconej bramki. Poprzedni rekord należał do Eduardo Fourniera, który w 1985 roku, w barwach klubu Cobreloa, zachowywał czyste konto przez 1012 minut. W swojej karierze grał w takich klubach jak: Rosario Central, CD Tenerife, UE Lleida, Rosario Central, Real Oviedo, ponownie Rosario Central, Los Andes, Monarcas Morelia, River Plate, Unión Española, Universidad Católica i Olimpia.